# Rusa IV
Rusa IV fue un rey Urartu entre 590 y 585 a. C. 
Hijo de  Rusa III y sucesor de Sardur IV. Su nombre es mencionado en numerosas tablillas de arcilla encontradas en Karmir Blur (cerca de  Ereván, Armenia), incluyendo tablillas que llevaban su propio sello real. Sin embargo, poco se sabe de su reinado. Posiblemente, sea el Hrachya (Armenio: Հրաչյա) mencionado por el historiador armenio Moisés de Corene.